# Karl von Kirchbach auf Lauterbach

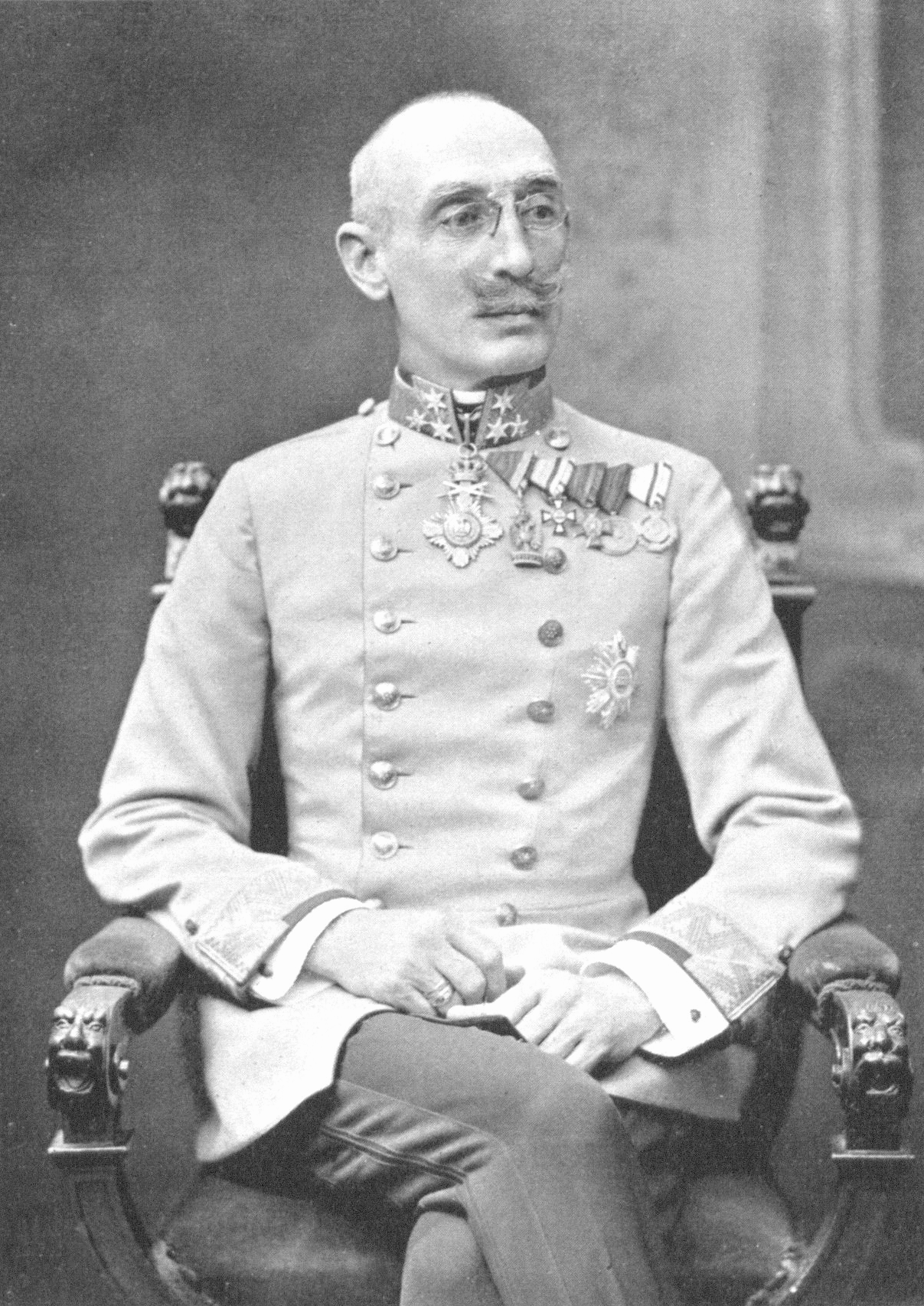
Karl von Kirchbach auf Lauterbach

Karl von Kirchbach auf Lauterbach, född 20 maj 1856 i Gyöngyös, död 20 maj 1939 i Scharnstein, Oberösterreich, var en österrikisk-ungersk greve och militär. 
Kirchbach var vid första världskrigets utbrott inspektör för österrikiska lantvärnskavalleriet och chef för första armékåren och blev 1916 chef för sjunde och senare samma år för tredje armén, varmed han höll de allierades front i Volynien. I november samma år blev han generalöverste och 1918 generalinspektör för kavalleriet.